# Disa Beijer
Emma Disa Esaida Beijer, född 14 september 1876 i Stockholm, död 19 april 1961 i Stockholm, var en svensk förskolepionjär och barnträdgårdsledare. Hon startade en barnträdgård för de fattiga barnen i Birkastaden i Stockholm 1913 och blev känd bland alla i stadsdelen som Moster Disa.

## Biografi
Disa Beijer kom från en välbärgad familj. Hennes mor Anna Beijer var barnbarn till författaren Esaias Tegnér och hennes far Frans Beijer var bokförläggare. Elva barn föddes i familjen, sex flickor och fem pojkar, bland dem litteratur- och teatervetaren Agne Beijer. Barnen undervisades i hemmet och en av lärarna var Alice Sandström, som sedermera gifte sig med Jacob Tegnér, Disas morbror. Disa Beijer och hennes systrar sändes till Schweiz för att lära sig franska. Fadern spekulerade emellertid i aktier och gjorde en miljonkonkurs, vilket innebar att de ekonomiska förhållandena ändrades radikalt. Familjen räddades ekonomiskt av släktingar och vänner, men kraven på att hitta en försörjning blev akuta för Disa Beijer då både fadern och modern dog i början av 1900-talet. Hon hade tidigt arbetat med sociala frågor i arbetsstugor, men då på frivillig basis. När hon beslutade sig för att söka till Fröbelinstitutet i Norrköping var hon 36 år, jämnårig med lärarna Ellen Moberg och Maria Moberg. Detta var ett stort steg och livsavgörande för henne. Ett yrkesfält öppnade sig som hon var trogen fram till sin pensionering.
Disa Beijer deltog i uppbyggnaden av en kårorganisation och satt i styrelsen för Svenska Fröbelförbundet. Hon var nära vän med förgrundsgestalterna inom förskolerörelsen som nämnda Ellen och Maria Moberg samt Anna Warburg. Hennes barnträdgård var en del av Birkagården, en hemgård som Ebba Pauli och Natanael Beskow startat 1912. Hemgården var inspirerad av settlementstanken om att skapa relationer mellan studenter och arbetare. Disa Beijers barnträdgård ingick på det sättet i ett större sammanhang av studiecirklar, teatergrupper, kurser i språk och litteratur samt föreläsningsverksamhet. Hon deltog aktivt i denna verksamhet och det befruktade hennes arbete med barnen. Hon stod nära barnkulturens tidiga företrädare som Elsa Beskow och Alice Tegnér, liksom Emilia Fogelklou, som också arbetade som lärare på Birkagården.
Disa Beijer bars genom livet av en övertygelse om att arbetet med barnen var något som hon fått som en mening i livet från en högre makt. Hon var djupt religiös och kom att ansluta sig till kväkarna. Hon var inte någon aktivist och kan inte räknas till emancipationsföreträdarna, men hon verkade i ett sammanhang där en frihetlig socialism och en önskan att överbrygga motsättningar mellan samhällsklasser var rådande. Hon realiserade idén om en barnträdgård för de fattiga barnen, där närheten till barnens föräldrar var viktig och där kontakten inte bröts efter det att barnen lämnat barnträdgården och börjat skolan. Hon skapade klubbar för barnen och hon hade samkväm med mammorna varje vecka. De relationer som byggts värnade hon. Hon åkte på koloni med barnen på sommaren och upprätthöll kontakter.
Disa Beijers barnträdgård och hennes relationer till betydelsefulla kulturpersoner som Natanael och Elsa Beskow, Ebba Pauli, Gerda Meyerson, Alice Tegnér och Emilia Fogelklou var viktiga för barnträdgårdsrörelsen. Ellen och Maria Moberg liksom Anna Warburg satte stort värde på Disa Beijer som en allierad i uppbyggnadsarbetet av Fröbelförbundet. I brev till Disa Beijer förekommer ofta önskemål om att hon ska ta kontakter och lösa konflikter. Hennes barnträdgård gästades ofta av besökare på Birkagården och flera av dem som sedan var viktiga i den fortsatta uppbyggnaden av verksamheten hade varit praktikanter hos henne. Det gäller till exempel en av Anna Warburgs döttrar, Eva Warburg, och Britta Schill, sedermera Alva Myrdals efterträdare på Socialpedagogiska institutet.
Disa Beijer avled 1961 och hennes grav finns på Botkyrka kyrkogård.